# Cresswell (Northumberland)
Cresswell – wieś w Anglii, w hrabstwie Northumberland. Leży 30 km na północ od miasta Newcastle upon Tyne i 425 km na północ od Londynu. W 2001 miejscowość liczyła 237 mieszkańców.